# Samuraia tabularasa
Samuraia tabularasa är en nässeldjursart som beskrevs av Mangin 1991. Samuraia tabularasa ingår i släktet Samuraia och familjen Hydrocorynidae. Inga underarter finns listade i Catalogue of Life.